# Мухаммад, Идрис
Идрис Мухаммад (араб. إدريس محمد‎; урождённый Лео Моррис англ. Leo Morris; 13 ноября 1939 — 29 июля 2014) — американский джазовый барабанщик и бэнд-лидер. Он имел обширную карьеру, исполняя джаз, фанк, R&B и соул-музыку и записывался с такими музыкантами, как Ахмад Джамал, Лу Дональдсон, Фэроу Сандерс , Боб Джеймс и Тете Монтолиу.

## Биография
Родившийся под именем Лео Моррис в Новом Орлеане, Идрис Мухаммад вырос в 13-м районе города, в доме по соседству с химчисткой. Позже он утверждал, что звук парового пресса в химчистке повлиял на его технику игры на хай-хэте.
Подрастая, он проводил время с группой из Нового Орлеана «The Neville Brothers». Также интересуясь другими инструментами, он рано проявил талант перкуссиониста, играя на параде Марди Гра в возрасте 9 лет.
Мухаммед попросил Поля Барбарина научить его читать ноты, но Барбарин, который считал его уже очень талантливым, отказался.
В возрасте 14 лет Мухаммед начал свою профессиональную карьеру, выступая с «The Hawketts» на их культовой записи «Mardi Gras Mambo». Два года спустя, в 1956 году, он играл на барабанах на записи Фэтса Домино «Blueberry Hill».
После того, как его представил Джо Джонс, Мухаммед начал гастролировать с Сэмом Куком. Позже он играл с Джерри Батлером и Кёртисом Мэйфилдом в Чикаго, работая в основном в стиле R'n'B, прежде чем переехать в Нью-Йорк в середине 1960-х годов. В Нью-Йорке Мухаммед влился в джазовую сцену, играя с Кенни Дорхэмом, Хорасом Сильвером, Лу Дональдсон и с Бетти Картер. Он также играл в группе театра Аполло. В 1967 году он принял работу в оркестре для первой внебродвейской постановки «Волосы» и остался с постановкой, когда она переехала на Бродвей.
В это время Мухаммед также был в домашней группе Prestige Records и сделал более 150 записей для лейблов Prestige, Blue Note и CTI среди других/ Он записывался с такими артистами, как Лу Дональдсон и Чарльз Эрланд, которые начали смешивать джаз со звуками фанка, соула и рока. Мухаммед также выступал в качестве сайдмена с такими артистами, как Джин Аммонс, Нат Эддерли и Джордж Бенсон. Руди Ван Гелдер часто работал с Мухаммедом и имел с ним особые отношения. Продюсер очень помог с тонкой настройкой записанного Мухаммедом звука барабанов.
После четырех лет работы в «Волосы» Мухаммад покинул производство, чтобы отправиться в турне с Робертой Флэк, с которой он работал большую часть следующего десятилетия.
Первая запись Мухаммеда в качестве лидера, Black Rhythm Revolution!, была выпущена Prestige в 1970 году, а за ней последовал «Peace and Rhythm» в 1971 году. Оба этих альбома исследовали ряд стилей и традиций, найденных в джазе и ритмах Нового Орлеана. Последующие альбомы, выпущенные на лейбле Kudu, Power of Soul, House of the Rising Sun и Turn This Mutha Out , повернули в сторону фанка. Эти альбомы впоследствии стали фаворитами энтузиастов фанка и были активно сэмплированы хип-хоп-исполнителями.
К концу 1970-х годов Мухаммед присоединился к группе Джонни Гриффина, а также некоторое время играл с Фэроу Сандерсом.
К 1980-м годам Мухаммед переехал в Европу. Он продолжал регулярно играть и записываться, сотрудничая с такими людьми, как Ахмад Джамал, Чико Фримен и Сонни Роллинз.
В 2011 году он вернулся в Новый Орлеан. Он умер от почечной недостаточности в 2014 году в возрасте 74 лет и был похоронен в соответствии с исламскими традициями погребения в Форт-Лодердейле, Флорида.

## Личная жизнь
в 1960-х годах после того, как он принял ислам, Он сменил имя на Идрис Мухаммад. Говоря о смене имени, он позже отметил в интервью журналу Modern Drummer: «Один парень сказал мне, что если я изменю имя, у меня будут проблемы, потому что никто не узнает, что Лео Моррис и Идрис Мухаммад — один и тот же человек... Но я подумал, ну, если я останусь тем же человеком, то люди поймут, что это я. И это сработало. Все сразу поняли, что это я, из-за моего стиля игры».
В 1966 году он женился на певице Долорес «ЛаЛа» Брукс, бывшей участнице группы The Crystals. Она приняла ислам вместе с ним и некоторое время жила под именем Сакина Мухаммад. Они расстались в 1999 году. Вместе у них было двое сыновей и две дочери; у него также была дочь от первого брака с Грейси Ли Эдвардс. Один сын, которого также зовут Идрис Мухаммад, является профессиональным шеф-поваром, который появлялся в нескольких кулинарных шоу-конкурсах, включая Beat Bobby Flay и Chopped.
Мухаммед одобрил турецкого производителя тарелок «Istanbul Agop Cymbals».